# روپوش سفید

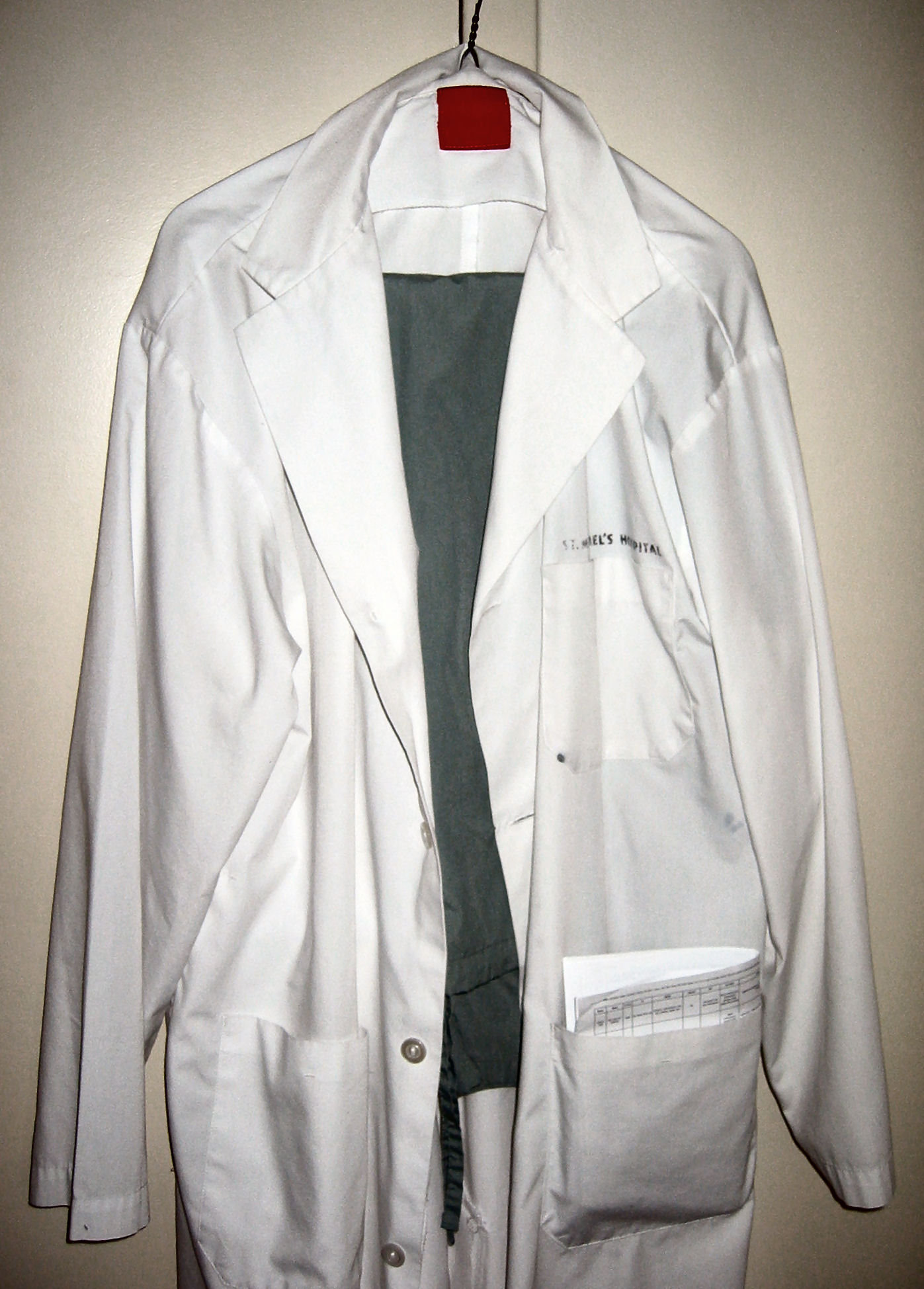
روپوش سفید

روپوش سفید (به انگلیسی: white coat) که به روپوش آزمایشگاهی (به انگلیسی: lab coat یا laboratory coat) نیز معروف است، یک لباس است که توسط متخصصین در زمینه پزشکی یا آزمایشگاه استفاده می‌شود. روپوش باعث حفاظت از لباس افراد شده یا می‌تواند به عنوان یک لباس مستقل عمل کند. این لباس از رنگ سفید و معمولاً با الیاف پنبه، کتان یا پلی استر ساخته شده‌است که اجازه می‌دهد آن را در دمای بالا شستشو داده و به آسانی تمیز کرد.
همچنین روپوش به عنوان یک نماد آموزشی در کشورهای آرژانتین و اروگوئه به حساب می‌آید، که توسط دانشجویان و معلمان مدارس دولتی بکار گرفته می‌شود. در تونس و موزامبیک، معلمان از روپوش برای محافظت لباس‌های شخصی خود از گچ استفاده می‌کنند.
مانند کلمه " کت شلواری "، اصطلاح "روپوش سفید" گاهی به عنوان بخش گویی برای نشان دادن شخصیت افراد استفاده‌کننده از آن استفاده می‌شود، مانند یک دانشمند که در یک شرکت های‌تک مشغول به فعالیت است.

## پزشکی

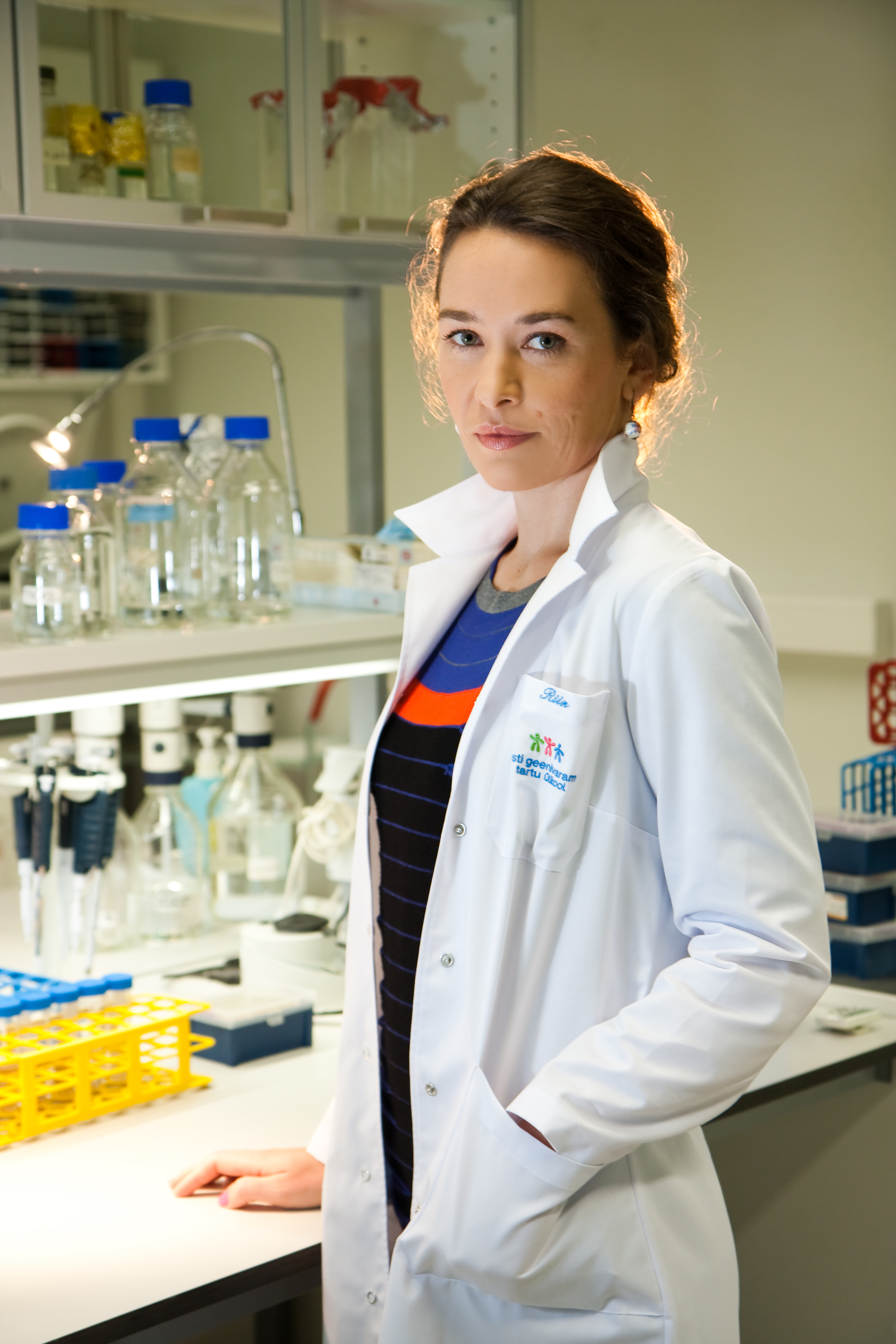
روپوش سفید پزشکی

روپوش سفید به عنوان یک نماد پاکیزگی در اواخر دهه ۱۸۰۰ به پزشکی معرفی شد.
در بسیاری مناطق، تاریخچه استفاده از روپوش سفید برای پزشک و جراح به بیش از ۱۰۰ سال می‌رسد. در قرن نوزدهم، دیدگاهی برای مقابله با خرافه و استفاده از روش علمی پزشکی به وجود آمد. در این میان پزشکی مدرن تصمیم گرفت از شناخته شده‌ترین نماد دانشمندان آن زمان که روپوشهای سفید آزمایشگاهی بودند برای اصلاح نگرش مردم استفاده کند.
در سالهای اخیر برگزاری جشن روپوش سفید برای دانشجویان دانشکده پزشکی تحصیل می‌کنند، گسترش پیدا کرده‌است.

### ادراک بیمار
مطالعه ای که در انگلستان انجام شد نشان داد که اکثر بیماران، پزشکان خود با روپوش سفید ترجیح می‌دهند، اما ترجیح اکثر پزشکان استفاده از لباس‌های دیگر مانند گان جراحی می‌باشد. این تحقیق نشان داد که روانپزشکان کمترین تمایل برای استفاده از روپوش سفید را دارند و اگر نیاز به آن باشد معمولاً بر روی گان پوشیده می‌شود. بعضی از پزشکان روپوش را گرم و ناراحت می‌بینند و بسیاری احساس می‌کنند که عفونت را گسترش می‌دهد.

### پرفشاری خون با روپوش سفید
در برخی افراد مشاهده شده‌است که فشار خون ثبت شده در محیط پزشکی، بالاتر از فشار خون آنها در خانه می‌باشد که می‌تواند به دلیل آرامش محیط خانه باشد. این پدیده با عنوان سندرم روپوش سفید شناخته می‌شود.

### جشن روپوش سفید
جشن روپوش سفید یک جشن نسبتاً جدید است که نشانه ورود به دانشکده پزشکی می‌باشد و اخیراً به برخی دانشکده‌های وابسته با سلامت نیز گسترش یافته‌است. این جشن در سال ۱۹۸۹ در دانشکده پزشکی پریتزکرت دانشگاه شیکاگو برای اولین بار برگزار شد.

### جنجال
مطالعات نشان داده‌اند که روپوش پزشک در بیمارستان‌ها می‌توانند مسکن‌هایی مانند MRSA را بی اثر کند.
در سال ۲۰۰۷، سرویس سلامت همگانی انگلیس، لباسهای آستین بلند را ممنوع کرد.
در سال ۲۰۰۹، انجمن پزشکی آمریکا تحقیقی را برای محافظت از بیماران و ممنوعیت استفاده از لباس آستین بلند انجام داد، اما استفاده از آن ممنوع نشد.
یک مطالعه منتشر شده در سال ۲۰۱۱ برای استفاده از لباس آستین کوتاه و بلند و آلودگی آن انجام داد ولی هیچ تفاوت آماری در میزان آلودگی وجود نداشت.
در تلاش برای کاهش آلودگی لباس‌های بهداشتی، ای‌اس‌تی‌ام بین‌الملل در حال توسعه استانداردهای خاصی برای مقاومت در برابر نفوذ مایع، دفع مایع، تخریب باکتری‌ها و خواص ضد میکروبی چنین لباس‌هایی است.

## آزمایشگاه
روپوش آزمایشگاهی مانع از نشت تصادفی، مواد آزمایشگاهی مانند اسیدها می‌شود. در آزمایشگاه معمولاً از روپوش سفید آستین بلند که خاصیت جذب کنندگی دارند مانند پنبه استفاده می‌شود تا کاربر از مواد شیمیایی محافظت شود. بعضی از روپوشهای آزمایشگاهی در انتهای آستین دارای دکمه یا کشباف هستند تا آستین را در اطراف مچ دست نگه دارند. برخی ازمایشگاه‌ها نیز وجود دارد که در آن حفاظت از مواد مانند اسید ضروری نیست و از طرف محققان خاصی مانند میکروب‌شناسی مورد استفاده قرار می‌گیرد، چون در این محیطها سهولت شستن دستهای ساعد مورد توجه بیشتری قرار دارد (مهم در میکروبیولوژی).

## لباس مدرسه

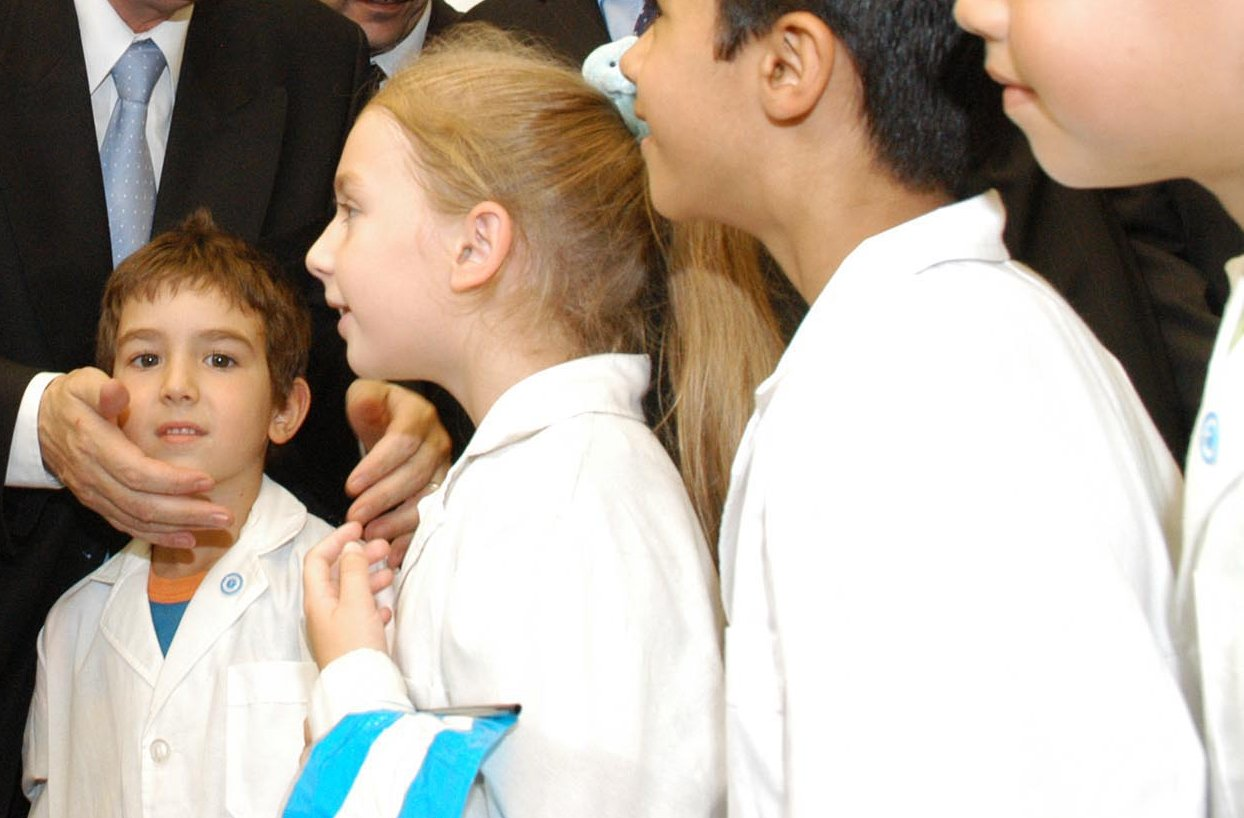
روپوش سفید در مدارسه آرژانتین نماد ملی یادگیری است.

روپوش سفید که مانند روپوش آزمایشگاهی هستند، توسط دانش آموزان و معلمان اکثر مدارس ابتدایی عمومی به عنوان یک لباس روزانه در کشورهایی مانند آرژانتین، اروگوئه، اسپانیا، بولیوی و مراکش استفاده می‌شود. در دهه‌های گذشته در پاراگوئه و شیلی نیز از روپوش سفید استفاده می‌شد.